# 鹿鹤村乡
鹿鹤村乡，是中华人民共和国四川省凉山彝族自治州会东县下辖的一个已撤销的乡镇级行政单位。

## 行政区划
鹿鹤村乡撤销前下辖以下地区：
元宝山村、大梨树村、菜园子村、木城村、黄草坪村和文家村。